# Apocephalus densepilosus
Apocephalus densepilosus är en tvåvingeart som beskrevs av Borgmeier 1971. Apocephalus densepilosus ingår i släktet Apocephalus och familjen puckelflugor. Inga underarter finns listade i Catalogue of Life.